# Movimiento de Participación Popular
El Movimiento de Participación Popular (MPP) es un partido político de izquierda uruguayo, fundado por exguerrilleros del Movimiento de Liberación Nacional-Tupamaros. El MPP forma parte del Frente Amplio, su líder es Yamandú Orsi y, antes de su fallecimiento, José Mujica. El MPP se presenta a las elecciones con la marca Espacio 609. 
En 2004, y tras varios años de progresos electorales, el Espacio 609 se transformó en el sector más votado dentro del Frente Amplio, el partido gobernante. A partir de la elección presidencial de 2004, varios de los miembros del movimiento pasan a ocupar puestos de relevancia en el gobierno uruguayo. Es el caso, por ejemplo, de la maestra Nora Castro, presidente de la Cámara de Diputados durante el período 2005-2006, y de José Mujica, Ministro de Ganadería, Agricultura y Pesca entre 2005 y 2008; más otros ministros como Eduardo Bonomi y Julio Baraibar en Trabajo.
En 2009 llegó a la presidencia del país con José Mujica, sin embargo este renunció al MPP durante el proceso electoral, para ser el "candidato de todos los frenteamplistas", volviendo a ser parte del partido una vez finalizado su período de gobierno.

## Historia

### Antecedentes
Cuando en 1971 el Frente Amplio fue fundado, los Tupamaros eran una guerrilla urbana, que no se dedicaba al ejercicio de la política formal.
Después de la dictadura cívico-militar (1973-1985), habiendo sufrido varios de los dirigentes tupamaros cárcel y tortura, no fueron pocos los que especularon con un retorno a la vía armada. Sin embargo, no fue así; uno tras otro, los antiguos guerrilleros fueron optando por la vía política para alcanzar sus objetivos, que se sintetizan en el lema "Por la liberación nacional y el socialismo".

### Nacimiento
En el año 1989, los Tupamaros son admitidos como agrupación en el Frente Amplio. Con este trasfondo, los antiguos militantes del MLN crean el Movimiento de Participación Popular (MPP) junto a otros grupos de izquierda radical como el Partido por la Victoria del Pueblo con Hugo Cores, el Movimiento Revolucionario Oriental (MRO) y el Partido Socialista de los Trabajadores (PST). No obstante en esa ocasión los exguerrilleros integrantes del MLN, como Julio Marenales, declinaron participar en la contienda electoral. La lista del MPP, identificada desde ese año con el número 609, que se integró con independientes y miembros del resto de los grupos mencionados; fue encabezada por el abogado laboralista Helios Sarthou. En esa ocasión obtuvieron dos diputados por Montevideo, Sarthou y Cores.

### Primeras deserciones
En 1992 el Movimiento Revolucionario Oriental decide abandonar el MPP (y poco después el Frente Amplio) debido a diferencias políticas con la dirección que tomaba el MPP, afirmando que este se estaba "desligándo del programa levantado por Sendic del no pago de la deuda externa, reforma agraria, nacionalización de la banca y el comercio exterior." En años siguientes, el resto de las organizaciones fundadoras del MPP salvo el MLN abandonarían el movimiento político. En 1994 ocurre el alejamiento del PVP, en 1996 el del Partido Socialista de los Trabajadores y, posteriormente, el del Partido Comunista Revolucionario.

### Evolución y crecimiento
En las elecciones de 1994, por primera vez en la historia del Uruguay participan exguerrilleros de izquierda como candidatos electorales. El MPP aumenta su votación, obteniendo una banca en el Senado para Helios Sarthou, y dos bancas en diputados por Montevideo; uno de los noveles diputados electos fue José Mujica. También estuvo por unos días como senador suplente Eleuterio Fernández Huidobro. Ambos legisladores declararon "sentirse aburridos" por la falta de dinamismo en la labor parlamentaria; que Mujica sintetizó en la frase: "no quiero ser un florero".
Sin embargo hacia 1999 Mujica, caracterizado por un estilo para hablar muy directo, sin vueltas, y que sorprendía a todos por su lucidez y su capacidad de síntesis, ya se había convertido en todo un fenómeno político, con amplio predicamento y un enorme potencial electoral. Siendo así, se postula al Senado por la lista 609. Mejoran sensiblemente su votación, obteniendo 2 senadores y varios diputados.
Finalmente, en 2004 y con toda la expectativa popular puesta en un triunfo electoral del Frente Amplio que prácticamente todos daban por descontado, el MPP obtiene la clara mayoría en las preferencias del electorado frenteamplista; conquista seis bancas en el Senado y nada menos que 21 diputados en varios departamentos del país.
Desde la asunción de José Mujica como ministro de Ganadería y de Eduardo Bonomi como ministro de Trabajo, el MPP poco a poco fue tomando consistencia como sector de gobierno.
Desde 2007 se vislumbran tendencias internas en su seno, como la CAP-L, encabezada por Eleuterio Fernández Huidobro; la misma tiene ahora expresión propia. Por su parte, el MPP con la lista 609 mantuvo un gran respaldo popular en las internas de 2009, arrasando con la votación frenteamplista en todos los departamentos del país.
José Mujica, candidato presidencial único del Frente Amplio, renunció a este sector, en aras de ser "el candidato de todos los frenteamplistas".

### Coaliciones electorales
A lo largo de los años el MPP ha tejido diversas alianzas con sectores afines, lo cual llevó a la creación del Espacio 609. Dicho espacio fue conformado en pasadas elecciones, además del MPP, por: Agrupación Masoller, NPC-FADA, Partido Por la Seguridad Social, PVP, Uruguay Productivo, Movimiento 20 de mayo, Atabaque, Congreso Frenteamplista, Claveles Rojos, Autogestión y Democracia, Proyecto Nacional de Izquierda y ciudadanos independientes dentro del espacio. 

### Ciclo electoral 2024-2025
De cara a las elecciones internas de 2024 el MPP postuló al intendente de Canelones Yamandú Orsi como precandidato, quien resultó electo como candidato frenteamplista con el 59,1% de los votos. En octubre la Lista 609 logró su máxima votación histórica al obtener 429.121 votos, logrando 9 senadores. El candidato Yamandú Orsi recibió el 43,86% de los votos en primera vuelta. En la segunda vuelta la fórmula Orsi-Cosse resultó ganadora con un 52,05% de los votos.

### Gobierno de Yamandú Orsi (2025-2030)
Tras la victoria de Yamandú Orsi en las elecciones de 2024 el MPP tuvo un rol fundamental en la conformación del nuevo gobierno. Al comienzo del mandato el sector poseía 5 ministros, así como la Secretaría de Presidencia.

## Resumen electoral
| Elección | Candidatos      | Primera vuelta | Primera vuelta | Votos Lista 609 | Votos Lista 609 | Segunda vuelta | Segunda vuelta | Resultado | Congreso | Senado |
| Elección | Candidatos      | Votos          | %              | votos           | %               | Votos          | %              | Resultado | Congreso | Senado |
| -------- | --------------- | -------------- | -------------- | --------------- | --------------- | -------------- | -------------- | --------- | -------- | ------ |
| 1989     | Líber Seregni   | 418,403        | 21.23 %        |                 |                 |                |                | No electo | 1/99     | 0/30   |
| 1994     | Tabaré Vázquez  | 621,226        | 30.61 %        |                 |                 | 3/99           | 1/30           | No electo |          |        |
| 1999     | Tabaré Vázquez  | 861,202        | 40.10 %        |                 |                 | 982,049        | 45.87 %        | No electo | 5/99     | 2/30   |
| 2004     | Tabaré Vázquez  | 1,124,761      | 50.45 %        |                 |                 |                |                | Sí electo | 21/99    | 6/30   |
| 2009     | José Mujica     | 1,105,262      | 47.96 %        | 364.696         | 33,69%          | 1,197,638      | 54.63 %        | Sí electo | 26/99    | 6/30   |
| 2014     | Tabaré Vázquez  | 1,134,187      | 47.81 %        | 348.757         | 33,14%          | 1,226,105      | 56.62 %        | Sí electo | 25/99    | 6/30   |
| 2019     | Daniel Martínez | 949,376        | 39.02 %        | 283.610         | 29,87%          | 1,152,271      | 49.21 %        | Noelecto  | 23/99    | 5/30   |
| 2024     | Yamandú Orsi    | 1,071,826      | 43,86%         | 429.121         | 40,54%          | 1,196,798      | 52,05%         | Sí electo | 35/99    | 9/30   |